# ماتياس دوارتي
ماتياس دوارتي (بالإسبانية: Matías Duarte)‏ هو عالم حاسوب وشخصية أعمال تشيلي، ولد في 30 يناير 1973 في تالكا في تشيلي.